# 島根県道339号浜田港インター線
島根県道339号浜田港インター線（しまねけんどう339ごう はまだこうインターせん）は、島根県浜田市を通る一般県道である。

## 概要
浜田市熱田町から山陰自動車道浜田三隅道路 浜田港ICに至る。

### 路線データ
- 起点：浜田市熱田町（島根県道34号浜田美都線交点）
- 終点：浜田市熱田町（山陰自動車道浜田三隅道路 浜田港IC[1]）

## 歴史
- 2005年（平成17年）4月8日 - 島根県告示第494号により「熱田インター線」として路線認定[2]
- 2014年（平成26年）11月1日 - 島根県告示第602号により路線名を「熱田インター線」から「浜田港インター線」に変更[3]。
- 2015年（平成27年）3月14日 - 開通[1]。

## 地理

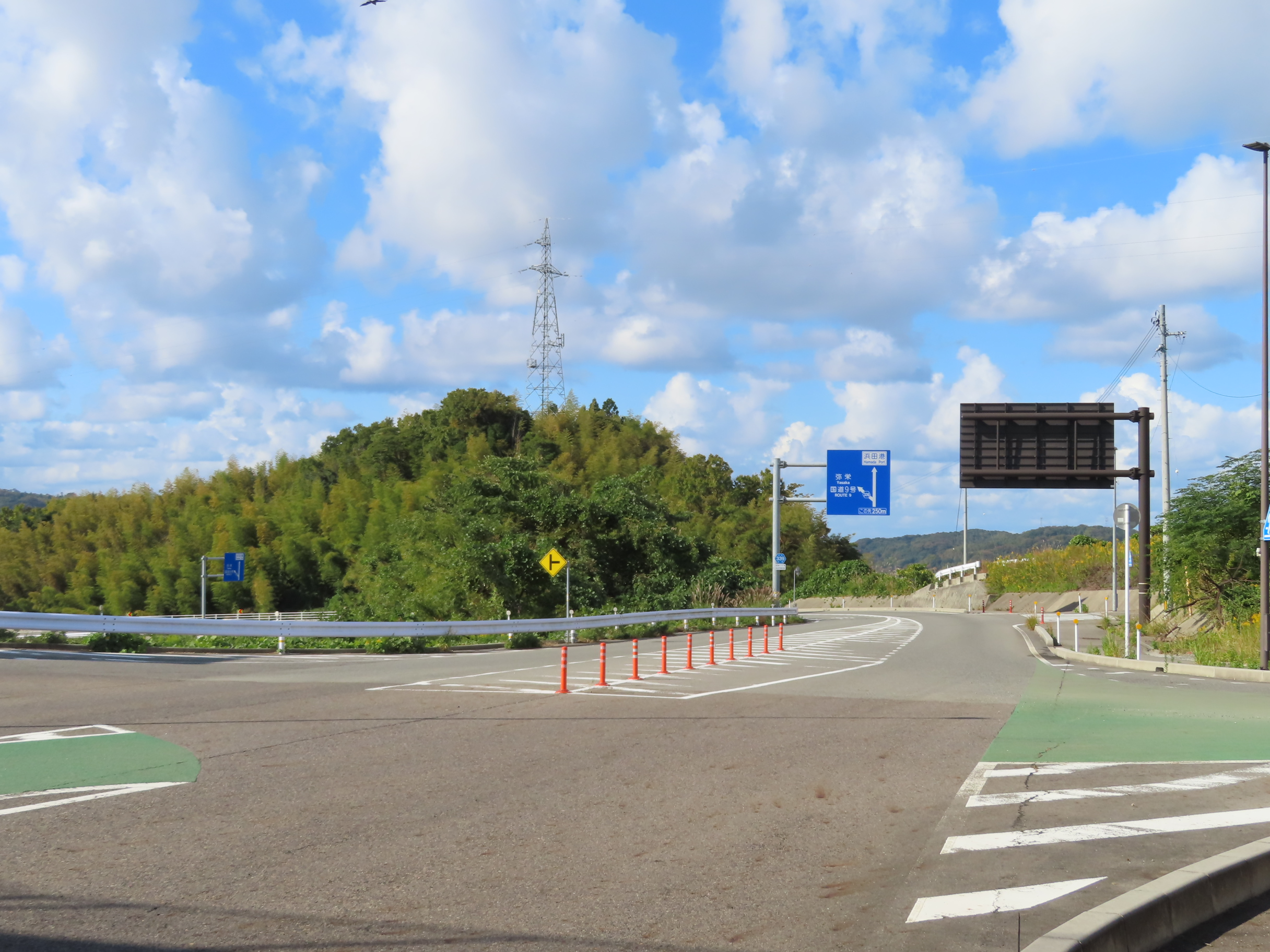
起点の浜田港ICから北方向

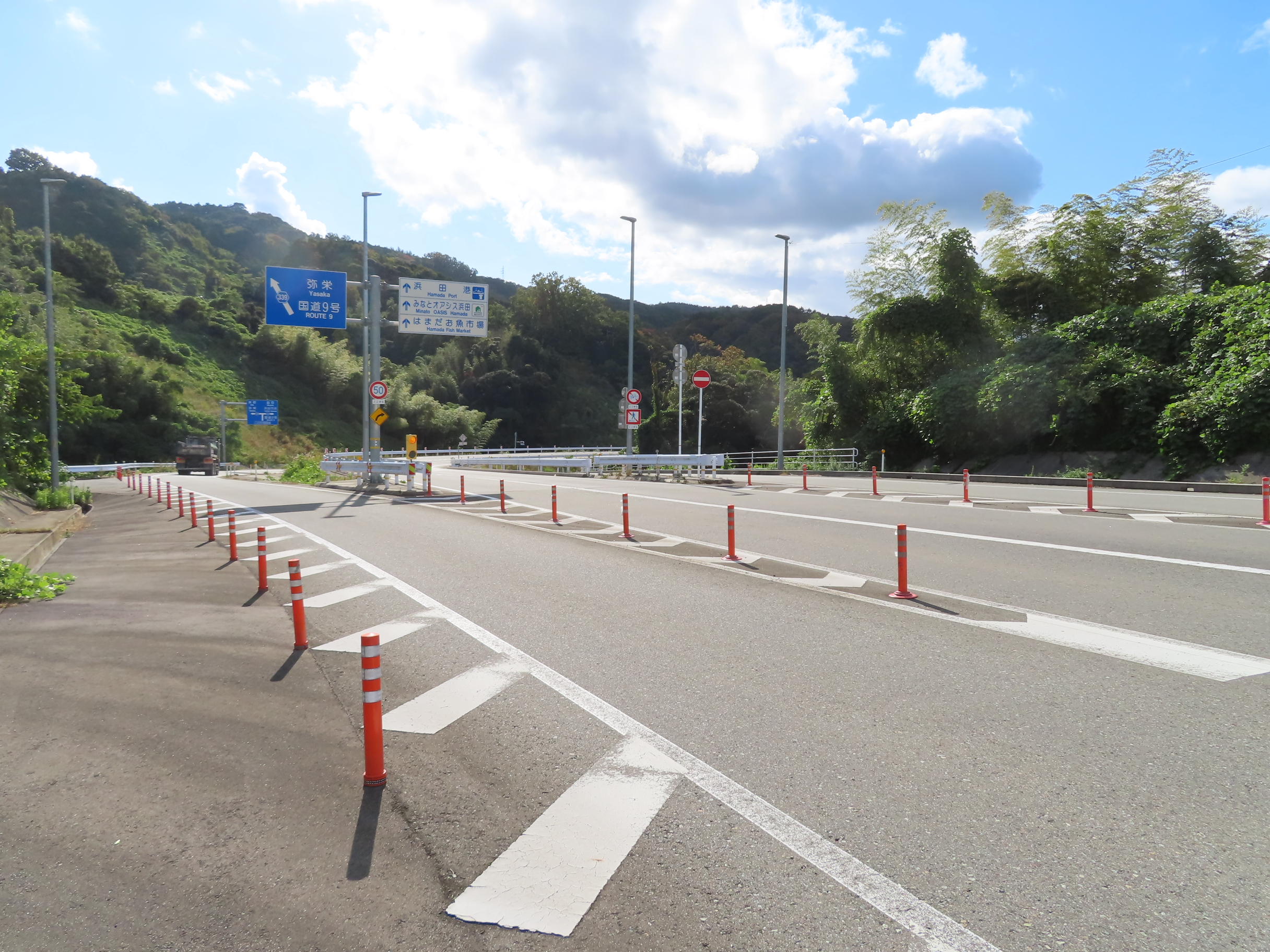
浜田港福井地区へ至るランプとの分岐部

### 通過する自治体
- 浜田市

### 交差する道路
| 交差する道路                   | 交差する場所 | 交差する場所    |
| ------------------------------ | ------------ | --------------- |
| 島根県道34号浜田美都線         | 熱田町       | 起点            |
| E9 山陰自動車道 / 浜田三隅道路 | 熱田町       | 浜田港IC / 終点 |

### 沿線
- JR西日本山陰本線 西浜田駅（起点付近）
- 島根県立浜田商業高等学校（起点付近）